# Infanterikanonvagn 91
La Infanterikanonvagn 91 o Ikv 91 è un cacciacarri utilizzato dall'Esercito svedese.
È stato progettato e prodotto dalla Hägglund e Söner (ora Hägglunds Vehicle) e utilizzava componenti comuni con la serie di veicoli corazzati per il trasporto di carichi Pbv 302. I primi prototipi dell'Ikv 91 furono completati nel 1969 e prodotti dal 1975 al 1978. In totale furono realizzati 212 esemplari, progettato nei tardi anni 60,i collaudi iniziarono nel 1972 e la produzione dei primi esemplari iniziò nel 1975,L'IKV 91 è un cingolato a 3 scomparti, con meccanismo di guida in quello anteriore, meccanismo di combattimento in mezzo e di propulsione in quello posteriore.

## Struttura[2]
lo scafo è in acciaio corazzato saldato, il conduttore siede davanti a sinistra, sotto una botola con 3 periscopi d'osservazione ed una botola di emergenza sulla fiancata del carro, a destra, nello scomparto di combattimento si opera la torretta e viene utilizzata da tre membri dell'equipaggio: capocarro e cannoniere sulla destra mentre il servente risiede sulla sinistra, il capocarro può utilizzare una cupola rotante con periscopi a disposizione più un periscopio per il puntamento del bersaglio, posizionato davanti alla cupola, il servente ha a disposizione una cupola con un solo periscopio d'osservazione de infine il cannoniere utilizza un dispositivo di puntamento periscopico con incorporato un telemetro laser che fornisce dati di tiro ad un computer balistico; alimentato a sua volta da informazioni riguardanti velocità di volata, tipi di munizioni e condizioni meteorologiche, così elaborando un risultato balistico che verrà applicato al reticolo di mira, spostandolo in modo da realizzare la correzione necessaria al sistema elettrico di manovra del cannone.il reticolo viene poi riportato sul bersaglio e l'arma sarà puntata correttamente.
Lo scomparto posteriore contiene il motore e la trasmissione che imprimono la trazione alle corone motrici posteriori, il veicolo è anche anfibio,propulso in acqua dai cingoli e corredato con un pannello di galleggiamento che si solleva prima di entrare in acqua.

## Armamento[2]
L'armamento principale è costituito da un cannone Bofors da 90mm,equipaggiato con camera d'evacuazione dei gas, capace di sparare un proiettile HEAT con alette stabilizzanti da 4,5Kg ad'una distanza utile massima di circa 2,500m.